# Husarkasernen
Husarkasernen ved Kastellet i København var en kaserne tegnet af Andreas Kirkerup i 1789 og nedrevet 1905 til fordel for anlæggelsen af boulevarden Grønningen.
| Militær | Spire Denne artikel om militær er en spire som bør udbygges. Du er velkommen til at hjælpe Wikipedia ved at udvide den. |

|  | Denne artikel kan blive bedre, hvis der indsættes geografiske koordinater Denne artikel omhandler et emne, som har en geografisk lokation. Du kan hjælpe ved at indsætte koordinater i wikidata. |